# Nino Burdżanadze
Nino Burdżanadze (ur. 16 lipca 1964 w Kutaisi) – gruzińska polityk, jedna z przywódców rewolucji róż, przewodnicząca parlamentu Gruzji w latach 2001–2008, pełniąca obowiązki prezydenta Gruzji w latach 2003–2004 i 2007–2008.

## Życiorys
W roku 1986 ukończyła prawo na uniwersytecie w Tbilisi, w 1990 uzyskała tytuł doktora prawa międzynarodowego na Uniwersytecie Łomonosowa w Moskwie. Rozpoczęła pracę na uniwersytecie w Tbilisi. W 1991 została ekspertem ministerstwa ochrony środowiska. W latach 1992–1995 ekspert komisji spraw zagranicznych parlamentu. W 1995 i 1999 wybierana na posła przy poparciu prezydenta Eduarda Szewardnadze. 2000-2001 przewodnicząca komisji spraw zagranicznych. Od 9 listopada 2001 do 2008 przewodnicząca parlamentu.

### Rewolucja róż i współpraca z Micheilem Saakaszwilim
Chociaż była blisko związana i kojarzona z prezydentem Szewardnadzem, przeszła do opozycji i przed wyborami parlamentarnymi w Gruzji w 2003 utworzyła własny blok „Burdżanadze-Demokraci”. Obok Zuraba Żwanii i Micheila Saakaszwilego była jednym z przywódców rewolucji róż, która doprowadziła do obalenia rządów Szewardnadzego. Burdżanadze przewodniczyła posiedzeniu parlamentu w starym składzie (sprzed wyborów uznanych za sfałszowane) w dniu 23 listopada 2003, dwa dni po udaremnieniu przez antyprezydenckie demonstracje pierwszej sesji parlamentu w nowym składzie. Oznajmiła wówczas, że nowy parlament nie ukonstytuował się, a to oznaczało pozostanie zadań legislacyjnych w rękach dotychczasowych deputowanych. Stwierdziła, że na 45 dni, do przedterminowych wyborów prezydenckich, przejmie obowiązki prezydenckie. Fakt ten potwierdził parlament stosowną uchwałą. Po jej upowszechnieniu w mediach wojsko i policja Gruzji przeszły na stronę protestujących. Brała udział w rozmowach opozycji z prezydentem Szewardnadzem, po których odszedł on z urzędu. Pełnienie obowiązków prezydenta zakończyła po wyborach prezydenckich w Gruzji, w których zdecydowane zwycięstwo odniósł Saakaszwili (Burdżanadze nie kandydowała).
Po raz drugi pełniła obowiązki głowy państwa od 27 lipca 2007 do wyborów prezydenckich w styczniu 2008, po tym, gdy Micheil Saakaszwili ustąpił z urzędu i wystartował w wyborach ponownie, by odeprzeć oskarżenia o sprawowanie władzy w sposób niedemokratyczny. Saakaszwili odniósł drugie zwycięstwo wyborcze, jednak było ono znacznie mniej przekonujące niż poprzednie. Popularność Burdżanadze w społeczeństwie była w tym czasie bardzo duża.

### Konflikt z Saakaszwilim i dalsza działalność
Po wyborach prezydenckich, a przed wyborami parlamentarnymi w 2008, między nią a Saakaszwilim doszło do konfliktu na tle liczby kandydatów z każdej partii na wspólnych listach wyborczych bloku Ruch Narodowy-Demokraci. W rezultacie sporu na krótko przed wyborami Burdżanadze, którą wskazywano wcześniej jako najbardziej prawdopodobną kandydatkę do pełnienia funkcji przewodniczącej parlamentu również w nowej kadencji, zrezygnowała ze stanowiska i ogłosiła odejście z życia politycznego.
Po zakończeniu wojny w Osetii Południowej wróciła do polityki, oskarżając prezydenta Saakaszwilego o spowodowanie klęski Gruzji. W liście otwartym z 24 października 2008 domagała się przedterminowych wyborów i zarzuciła prezydentowi niewywiązanie się z obietnic zawartych w programie rewolucji róż. 23 listopada 2008, w piątą rocznicę rewolucji, działalność polityczną rozpoczęła jej nowa partia – Demokratyczny Ruch-Zjednoczona Gruzja. Przeszła w polityce na pozycje prorosyjskie i nawiązała kontakty z rosyjskim rządem, w 2010 przyjął ją Władimir Putin. Zaczęła opowiadać się za gruzińsko-rosyjskim dialogiem bez warunków wstępnych ze strony Gruzji. W fikcyjnym reportażu o rosyjskiej interwencji w Gruzji, wyemitowanym 13 marca 2010 przez telewizję Imedi, Burdżanadze przedstawiono jako członkinię marionetkowego prorosyjskiego rządu.
Od 21 do 26 maja 2011 organizowała w Tbilisi protesty przeciwko Saakaszwilemu, które zgromadziły w szczytowym momencie tysiąc osób (według innych źródeł nawet 10 tys.), co było wartością znacznie mniejszą od oczekiwanej. Wystąpienia zostały rozpędzone przez policję, było kilkudziesięciu rannych. Jej linia polityczna, zakładająca ostrą konfrontację z Saakaszwilim, nie zdobyła większej popularności w społeczeństwie.
Po zwycięstwie partii Gruzińskie Marzenie w wyborach parlamentarnych w Gruzji w 2012 występowała z radykalną krytyką zarówno prezydenta Saakaszwilego, jak i rządu Bidziny Iwaniszwilego. Przed wyborami prezydenckimi w Gruzji, w których kandydowała jako jedyna polityk prorosyjska, twierdziła, że jeśli nie odniesie zwycięstwa wyborczego, będzie to oznaczało sfałszowanie wyborów (ich głównym faworytem był wskazany przez Iwaniszwilego Giorgi Margwelaszwili, bezpartyjny naukowiec i były minister edukacji). W wyborach uzyskała trzecie miejsce, zdobywając w I turze 10,18%.